# Russian Cagefighting Championship
Russian Cagefighting Championship (RCC) — международная спортивная промоутерская компания в сфере организации и проведения профессиональных поединков по смешанным единоборствам. Создана Русской медной компанией. Головной офис компании находится в Екатеринбурге.
Название промоушена образовано как бэкроним от аббревиатуры RCC, соответствующей англоязычному названию РМК — Russian Copper Company. В 2020-е годы бэкроним де-факто не употребляется, официально используется только аббревиатура RCC без расшифровки.

## История
Организация была создана в 2018 году Русской Медной Компанией по примеру профессиональной компании RCC Boxing Promotions, которая занимается организацией турниров по профессиональному боксу. Исполнительным директором назначен Николай Клименко — тренер, менеджер.
Первый турнир прошёл 25 февраля 2018 году. Главным поединком вечера стал бой Сергея Харитонова и Джоуи Бельтрана. На турнир приехали Майк Тайсон и Фёдор Емельяненко.
Организация проводит турниры только в Екатеринбурге и Челябинске и не планирует расширять территорию присутствия.
Организация делает акцент на аудио-визуальной составляющей во время проведения турниров.
Основная цель организации — дать российским бойцам возможность раскрыться, заявить о себе и перейти в более сильные промоушены UFC, Bellator, One Championship. Для этого лига проводит от 6 до 8 турниров в год.
В 2018 году организация подписала контракт на три боя с Александром Емельяненко.
В лиге он провёл только два боя, затем организация и боец разорвали контракт из-за того, что Емельяненко был задержан за управление автомобилем в состоянии алкогольного опьянения.
В октябре 2018 года Александр Шлеменко заключил контракт с лигой RCC.
В 2019 году президент Bellator заявил, что вёл переговоры о проведении турнира в Екатеринбурге.
Предполагалось, что российским партнёром станет RCC.
В 2020 году RCC провела совместный турнир с американским промоушеном Professional Fighters League. Турнир стал квалификационным для четырёх бойцов из стран СНГ.
В 2020 году исполнительный директор лиги Николай Клименко заявил, что организация планирует провести турнир с сингапурской лигой ONE Championship. Но в итоге турнир был проведен с другой организацией из России Fair Fight Promotions, которая тоже базируется в Екатеринбурге
В 2022 году лига RCC заявила об объединении с организацией Fair Fight Promotions. В результате слияния была образована компания RCC Fair Fight, которая будет проводить турниры по правилам кикбоксинга.

## Структура
Russian Cagefighting Championship проводит два типа турниров — крупные и малые турниры. Крупные турниры являются номерными и проходят на площадках, вместимостью от 4000 зрителей. Малые турниры носят название Intro, проходят на площадке Академии единоборств РМК, вместимостью 500 зрителей, и ориентированы на молодых российских бойцов с небольшим опытом выступлений на профессиональном уровне.
Постоянным ринг-анонсером Russian Cagefighting Championship является Дмитрий Раков.

## Бойцы
Некоторые бойцы, которые выступали и выступают в лиге RCC:
- Александр Шлеменко[18]
- Евгений Гончаров[19]
- Кирилл Корнилов[19]
- Арсений Смирнов[20]
- Евгений Бондарь[20]
- Иван Штырков[21]
- Александр Емельяненко[22]
- Армен Гулян[18]
- Мариф Пираев[23]
- Артём Фролов[24]
- Ясубей Эномото[25]
- Дэвид Бранч[18]
- Сергей Харитонов[26]
- Михаил Рагозин[25]
- Денис Лаврентьев[27]
- Павел Гордеев[18]
- Борис Медведев[25]

## Реалити-шоу
В 2019 году лига RCC запустила проект по поиску молодых бойцов для пополнения бойцовского ростера. Проект назывался «Путь в RCC». Было снято два сезона, после чего концепция реалити-шоу была пересмотрена.
В 2022 году шоу было переименовано в RCC Fight Show, а главными наставниками проекта стали бойцы Александр Шлеменко и Магомед Исмаилов.
Ведущая проекта — Екатерина Березовая. Приглашенные ведущие — Руслан Гумилев и Алексей Галанов.

## Другое
- RCC Boxing — организация бокса
- RCC Hard — организация кулачных боёв (бокса на голых кулаках)
- RCC Fair Fight — организация кикбоксинга по правилам К-1
- RCC Taekwon-DO PRO — организация тхэквондо, созданная совместно с Федерацией тхэквондо (МФТ) России